# Lagunillas (Cuba)
Lagunillas (o Méndez Capote) es una localidad cubana del municipio de Cárdenas, en la provincia de Matanzas.

## Historia
Hacia comienzos de la década de 1860 la aldea tenía contabilizada una población de 974 habitantes. Aparece descrita en el tercer tomo del Diccionario geográfico, estadístico, histórico, de la isla de Cuba de Jacobo de la Pezuela de la siguiente manera:

Lagunillas. (aldea de) Cabeza del partido de su nombre con 48 casas y 974 habitantes. Su caserío se levanta en el mismo asiento de Lagunillas, en terreno llano pero pantanoso en tiempo de lluvias, á lo cual debe sin duda su denominacion. Se halla resguardado al N. por la loma de Triana, y al S. por otras mas elevadas y rodeado de ingenios, cafetales y potreros. Está situado sobre el camino principal de la Habana á Cárdenas y no lejos de la izquierda del rio de la Siguapa. Esta floreciente poblacion se fundó hácia 1825 y corresponde en lo eclesiástico á la parroquia del Limonar. El Cuatro Estadistico de 1846 ofrece acerca de ella los siguientes datos: una ermita muy deteriorada, 9 casas de mamposteria y tejas, 25 de madera y tejas y 12 de guano, en 10 calles y una plaza; y en ellas, botica, pulpería, café y billar, albeitería, carpintería, sastrería, 2 tabaquerías, 2 zapaterías, 2 fondas y posadas, 4 tiendas mixtas y 4 panaderías. El cento de 1841, le señalaba con 329 habitantes. Reside en Lagunillas además de su capitan pedáneo, una comision local de instruccion primaria y una administracion de correos con casa de postas. Dista 5 leguas del caserío del Limonar: 10 de la aldea de Guamutas, 30 al E. S. E. de la Habana; 2 1/2 al S. de Cárdenas; y como 1 al O. del paradero de Contreras; al N. O. del caserío del Coliseo, y al N. 1/4 N. O. del pueblo de Cimarrones.
(Pezuela, 1863, p. 511)

Se constituyó como municipio en 1879 y en 1899 se le dio el nombre de «Méndez Capote». El municipio sin embargo desapareció en 1900 y su término fue repartido entre Cárdenas y Cimarrones.